# Flinke Kellerassel
Die Flinke Kellerassel (Porcellio laevis) ist eine ursprünglich in Südwesteuropa verbreitete Art der Landasseln. Sie wurde weltweit in viele Gebiete eingeschleppt.

## Merkmale und Bestimmung

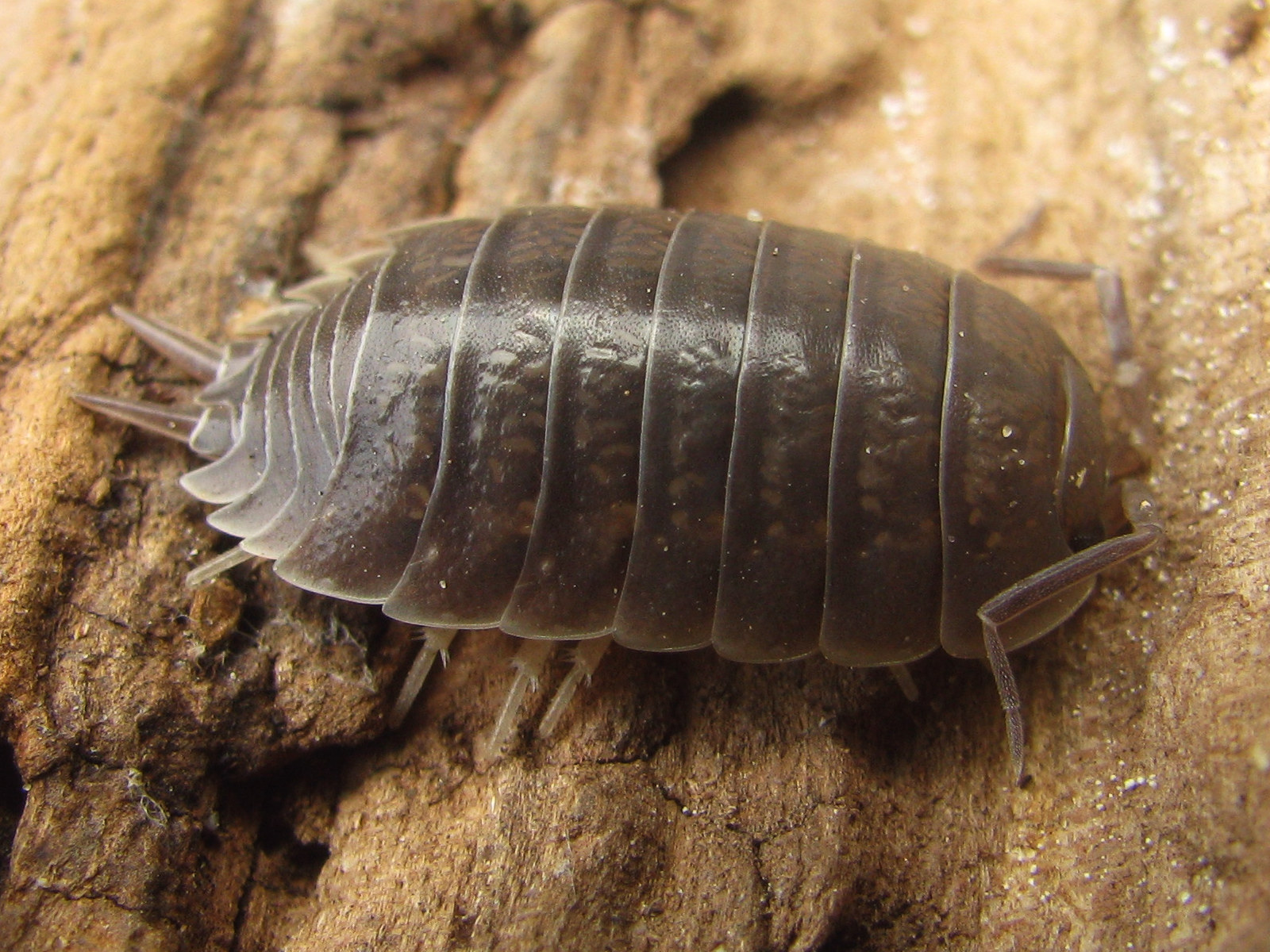
Ein normal gefärbtes Exemplar in Seitenansicht

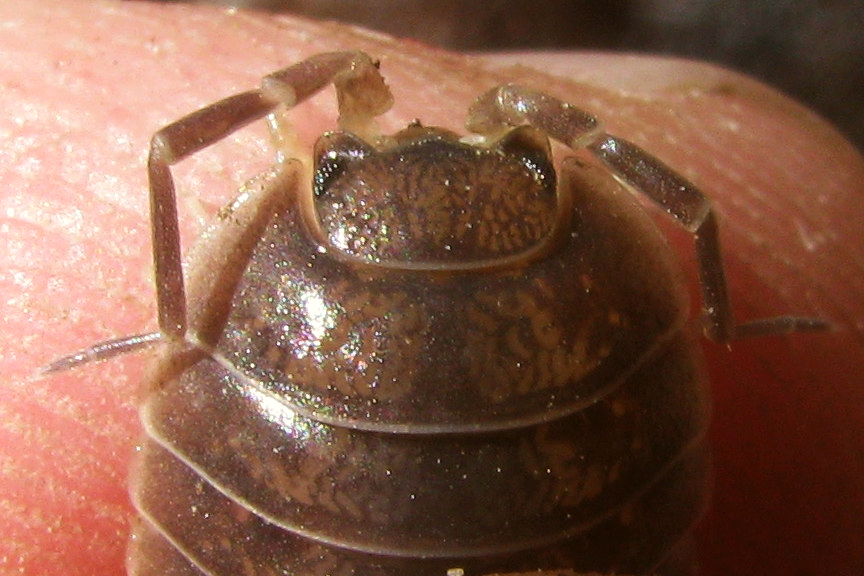
Der Kopf eines Exemplars. Zu erkennen sind die Seitenlappen oberhalb der Augen, die dreieckige Mittelleiste zwischen den Augen und die rundlichen Hinterecken der Körpersegmente neben den Fühlergeißeln

Die Körperlänge beträgt 12–20 mm. Damit handelt es sich nach der Klippenassel (Ligia oceanica) um die größte heimische Landassel, wobei die Kellerassel (Porcellio scaber), die Gemeine Rollassel (Armadillidium vulgare) und die Mauerassel (Oniscus asellus) ähnliche Größen erreichen. 
Der Hinterleib (Pleon) ist nicht schmaler als der Vorderleib (Cephalothorax), die Körperform ist breit oval und die Körperoberfläche glatt. Die Grundfarbe ist normalerweise grau-braun, es können aber auch wie bei vielen Doppelfüßern und Landasseln Albinos oder Rufinos (rötlich gefärbte Exemplare) auftreten. Eine Marmorierung fehlt zwar meistens, kann aber vorhanden sein. Fleckenreihen fehlen immer. Die Antenne besitzt 2 Geißelglieder. Die Augen bestehen aus mehr als 5 Ocellen. Die Seitenlappen am Kopf sind deutlich zu sehen. Das Telson am Körperende läuft spitz zu. Bei den Uropoden neben dem Telson ist der Außen-Ast (Exopodit) abgeflacht und länger und breiter als der Innen-Ast (Endopodit). Das Grundglied der Uropoden trägt keinen Fortsatz. Auf der Stirnplatte befindet sich kein Stirndreieck. 
Charakterisiert ist die Art durch das Fehlen der zipfelig ausgezogenen Hinterecken der Pereiomere I–III (vordere Segmente hinter dem Kopf), diese sind stattdessen leicht nach vorne gebogen. Dadurch unterscheidet sich die Art von anderen heimischen Porcellio und Trachelipus-Arten, die ansonsten sehr ähnlich aussehen. Der Mittellappen am Kopf ist breit dreieckig, auch dieses Merkmal unterscheidet Porcellio laevis von den anderen ähnlichen Arten. Durch das Vorhandensein von 2 Trachealsystemen unterscheidet sich die Gattung Porcellio auch von der Gattung Trachelipus, die 5 Trachealsysteme besitzen. Auch besitzt das 7. Laufbeinpaar der Männchen von Porcellio-Arten keine Modifikationen. Die Uropoden der Männchen von P. laevis sind jedoch verlängert und speerförmig. 
Neben den erwähnten Porcellio- und Trachelipus-Arten kann die Art auch mit der Mauerassel oder Cylisticus convexus verwechselt werden. Bei einer genaueren Betrachtung ist die Art jedoch recht gut durch die oben erwähnten Merkmale bestimmbar.

## Verbreitung und Lebensraum

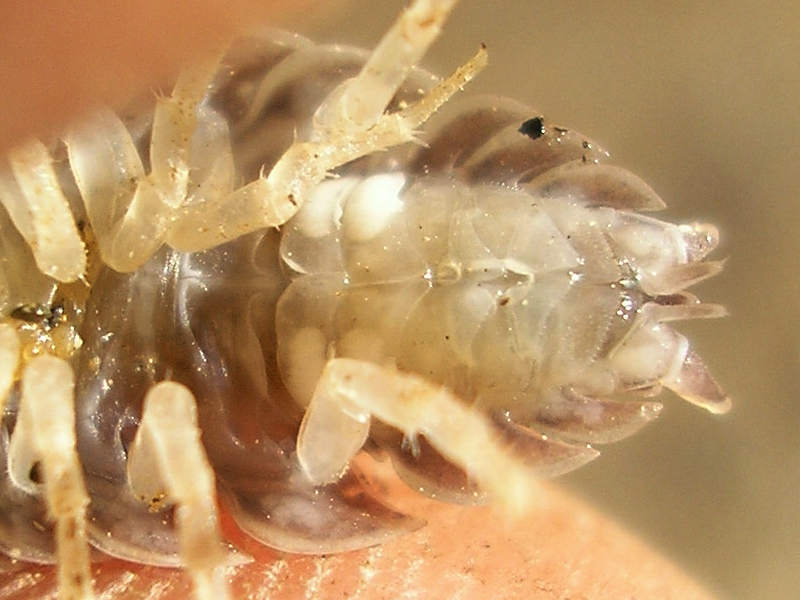
Unterseite eines Weibchens

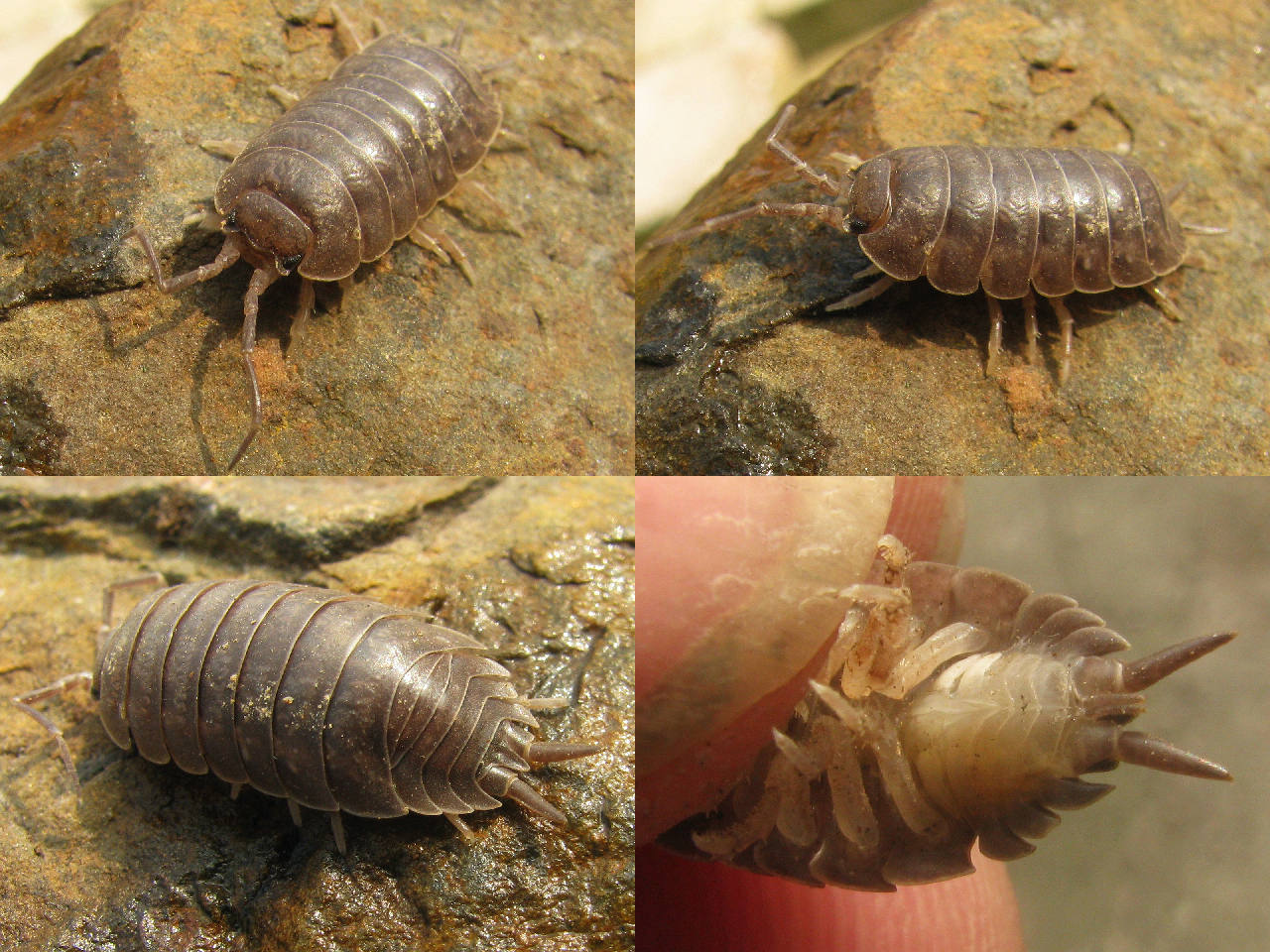
Mehrere Bilder von Porcellio laevis

Ursprünglich ist die Art in Süd- und Westeuropa, bis ins südliche Mitteleuropa verbreitet. Eingeschleppt ist die Art fast weltweit zu finden. In Europa gibt es Funde vom Mittelmeerraum bis nach Irland, Schottland, das südliche Schweden, Österreich und die Halbinsel Krim. Auch in Nordafrika, Westasien, den Kanarischen Inseln, Azoren und Madeira gibt es Vorkommen. Darüber hinaus ist die Art in Amerika eingeschleppt und findet sich hier vom südlichen Kanada bis Argentinien und Chile sowie auf einigen Inseln in der Karibik und den Galapagos-Inseln. Auch in Südafrika, Ostasien, Australien, Hawaii und einigen weiteren Inseln gibt es Vorkommen der Art.
In Deutschland ist die Art, vor allem von älteren Funden, fast landesweit bekannt, mit einem Schwerpunkt im Süden und Südwesten. Dabei kommt die Art vorrangig innerhalb von Gebäuden wie Bauernhöfen und Gewächshäusern vor. In sehr warmen Regionen (z. B. Schwanheimer Dünen, Fechenheimer Mainbogen) kommt die Art auch außerhalb von Gebäuden vor. Durch die Globale Erwärmung ist anzunehmen, dass die Art in Zukunft auch nicht synanthrop an weiteren Standorten in Deutschland zu finden sein wird.
Auf den Britischen Inseln ist die Art vor allem im Süden bis Südosten Großbritanniens und im Süden bis Osten Irlands zu finden. Die meisten Funde stammen aus älterer Zeit, die Art zeigt hier also vermutlich einen sinkenden Populationstrend. Auch hier ist die Art primär mit synanthropen Habitaten assoziiert, wie alten Gärten, Stallungen oder Molkereifarmen. Hier hält sich die Art auch häufig in Komposthaufen oder unter Dung auf.
Zur Fortpflanzung und Verbreitung benötigt die Art trockene und sonnig-warme Standorte. Die Art wird hauptsächlich unter Steinen gefunden, ist also ausgesprochen petrophil. Aber auch unter Totholz kann sie gefunden werden. Sowohl Waldränder als auch offene Grasflächen werden besiedelt.
Die Art wurde in der Roten Liste gefährdeter Arten in Deutschland bisher nicht bewertet.

## Lebensweise
Bei Störung ist die Art anfangs unbeweglich, sucht dann aber schnell Schutz. Im Gegensatz zu vielen anderen Landasseln ist die Art auch tagsüber recht aktiv. Porcellio laevis wird oft in Gemeinschaft mit Porcellionides pruinosus, Porcellio scaber und manchmal Porcellio dilatatus gefunden.

## Taxonomie
Von der Art sind zahlreiche Synonyme bekannt. Dazu zählen:
- Mesoporcellio laevis
- Porcellio aztecus Saussure, 1857
- Porcellio bombosus Shen, 1949
- Porcellio calmani Omer-Cooper, 1923
- Porcellio chevalieri Paulian de Félice, 1938
- Porcellio cinerascens Brandt, 1833
- Porcellio cotillae Saussure, 1857
- Porcellio cubensis Saussure, 1857
- Porcellio degeeri Audouin, 1826
- Porcellio dubius Brandt, 1833
- Porcellio eucercus Brandt, 1833
- Porcellio flavipes C.L.Koch, 1847
- Porcellio mexicanus Saussure, 1857
- Porcellio obtusifrons Haswell, 1882
- Porcellio ovatus Zaddach, 1844
- Porcellio parvicornis Richardson, 1902
- Porcellio poeyi Guérin-Méneville, 1837
- Porcellio ragusae Dollfus, 1896
- Porcellio sumichrasti Saussure, 1857
- Porcellio troschelii  Schnitzler, 1853
- Porcellio urbicus C.L.Koch, 1844

Es gibt mehrere anerkannte Unterarten. Diese sind:
- Porcellio laevis llugubris orarum Verhoeff, 1909
- Porcellio laevis longicauda Paulian de Felice, 1938
- Porcellio laevis obsoletus Rogenhofer, 1908
- Porcellio laevis vesaniae Verhoeff, 1967